# Rey de Reyes (2019)
Rey de Reyes 2019 fue la vigésima tercera edición del Rey de Reyes, un evento pago por visión de lucha libre profesional producido por la Lucha Libre AAA Worldwide. Tuvo lugar el 16 de marzo de 2018 desde el Acrópolis Puebla en Puebla, Puebla. El evento especial es una lucha en la que el ganador se lleva la espada que lo acredita como el Rey de Reyes.
El evento contó con la presencia de los luchadores de All Elite Wrestling: Cody, The Young Bucks (Matt Jackson & Nick Jackson) iniciando su alianza. 
Esta fue la segunda edición consecutiva del evento en ser realizada en Acrópolis Puebla después del año anterior 2018, y la segunda en realizarse en Puebla, Puebla.

## Resultados
- Niño Hamburguesa y Big Mami derrotaron a Villano III Jr. & Lady Maravilla y retuvieron el Campeonato Mundial en Parejas Mixto de AAA.
  - Hamburguesa cubrió a III después de un «Hamburguesa Splash».
- Lady Shani derrotó a Keyra, La Hiedra y Chik Tormenta en un Street Fight y retuvo el Campeonato Reina de Reinas de AAA.
  - Shani cubrió a La Hiedra después de un «Backstabber».
  - Después de la lucha, Faby Apache salió a felicitar a Shani y luego confronta a Hijo del Tirantes y Keira.
- El Nuevo Poder del Norte (Mocho Cota Jr., Carta Brava Jr. & Tito Santana) derrotaron a Los Perros del Mal (Daga, Joe Líder y Taya)
  - Cota cubrió a Líder después de un «Spanish Fly».
  - Durante la lucha, Daga traicionó a Los Perros del Mal abandonando el ring.
  - Después de la lucha, Chik Tormenta y Keira atacaron a Taya, pero Faby Apache salió a detenerlas.
- Los OGT's (Averno, Chessman & Super Fly) derrotaron a Drago, Pagano y Puma King.
  - Averno cubrió a Pagano después de un «Devil's Wings».
- Las Fresas Salvajes (Mamba & Máximo) y Psycho Clown (con Super Porky) derrotaron Jeff Jarrett, Killer Kross y La Máscara en un Steel Cage Match.
  - Clown eliminó finalmente a La Máscara para ganar la lucha.
  - Durante la lucha, Porky interfirió a favor de Clown, Mamba y Máximo.
- Aero Star ganó el Rey de Reyes 2019.
  - Star eliminó finalmente a Laredo Kid.
  - Los otros participantes fueron (en orden de eliminación): Eclipse Vengador Jr., Myzteziz Jr., Golden Magic, Taurus, Sammy Guevara, Jack Evans y El Hijo del Vikingo.
  - Originalmente Australian Suicide formaba parte del combate, pero no se presentó.
- Lucha Brothers (Fénix & Pentagón Jr.) derrotaron a Los Mercenarios (El Texano Jr. & Rey Escorpión) y ganaron el Campeonato Mundial en Parejas de AAA.
  - Pentagón cubrió a Texano después de un «Pentagon Driver».
  - Después de la lucha, Konnan salió a interrumpir la celebración de Fénix y Pentagón para presentar a The Young Bucks (Matt Jackson & Nick Jackson) y retándolos en la misma noche.
- The Young Bucks (Matt Jackson & Nick Jackson) derrotaron a Lucha Brothers (Fénix & Pentagón Jr.) y ganaron el Campeonato Mundial en Parejas de AAA.
  - Bucks cubrieron a Pentagón después de «Meltzer Driver».